# Julio Maruri
Julio Maruri Movellán (Santander, 16 de julio de 1920-Cueto, Cantabria; 30 de agosto de 2018) fue un poeta y pintor español de la Primera generación de posguerra.

## Biografía
Su infancia transcurrió en la calle del Sol de la capital cántabra. Tras presentarse a unas oposiciones a telégrafos, entró en el servicio militar después del estallido de la guerra civil española. En esa época compuso sus primeros versos.
En la década de 1940 frecuentó las tertulias del Café Gijón. Allí conoció y trató a buena parte de la Generación del 27 y fue integrante de la llamada Quinta de 1942, donde compartió reflexiones y experiencias con los principales intelectuales de la época. Fue uno de los principales dinamizadores del grupo Proel, donde se encontraban escritores de la talla de: José Hierro, José Luis Hidalgo, Manuel Arce y Ricardo Gullón.
Tras una crisis de identidad, en 1951 ingresó en la Orden de Nuestra Señora del Monte Carmelo con el nombre de Fray Casto del Niño Jesús y en 1963, después de restaurar un monasterio en Bélgica, se instaló en Bruselas y, finalmente, en París. Abandonó la vida religiosa en 1974.
Su primer libro de poemas fue Las aves y los niños (1945) y en 1947 obtuvo el accésit del Premio Adonais de Poesía con Los años, escribió el libro de poemas Como animal muy limpio (1963) y en 1970 publicó Entre Laredo y Holanda. En 1948 realizó su primera exposición pictórica en la sala del Alerta, que consistía en veintiún dibujos en tinta china. A partir de la década de 1960 se dedicó a la pintura y sus posteriores poemas fueron criticados.

## Premios
- Premio Nacional de Literatura (Madrid, 1958)[6]
- Estela de Oro de las Letras de Cantabria (Santander, 2018)[3]